# Mohammad Al Murr
Mohammad Ahmad Mohammad Al Murr Al Falasi (Dubái, 1960) escritor de cuentos emiratí. Ha escrito más de quince colecciones de cuentos y es conocido sobre todo por El guiño de un ojo y Corazón sangrante. Es el jefe del Consejo Cultura de Dubái.